# Proctonotidae
Famille
Les Proctonotidae forment une famille de mollusques de l'ordre des nudibranches.

## Liste des genres
Selon World Register of Marine Species, prenant pour base la taxinomie de Bouchet & Rocroi (2005), on compte cinq genres :
- Caldukia Burn & Miller, 1969 (3 espèces)
- Proctonotus Alder & Hancock, 1844 (1 espèce)